# Flying Finn

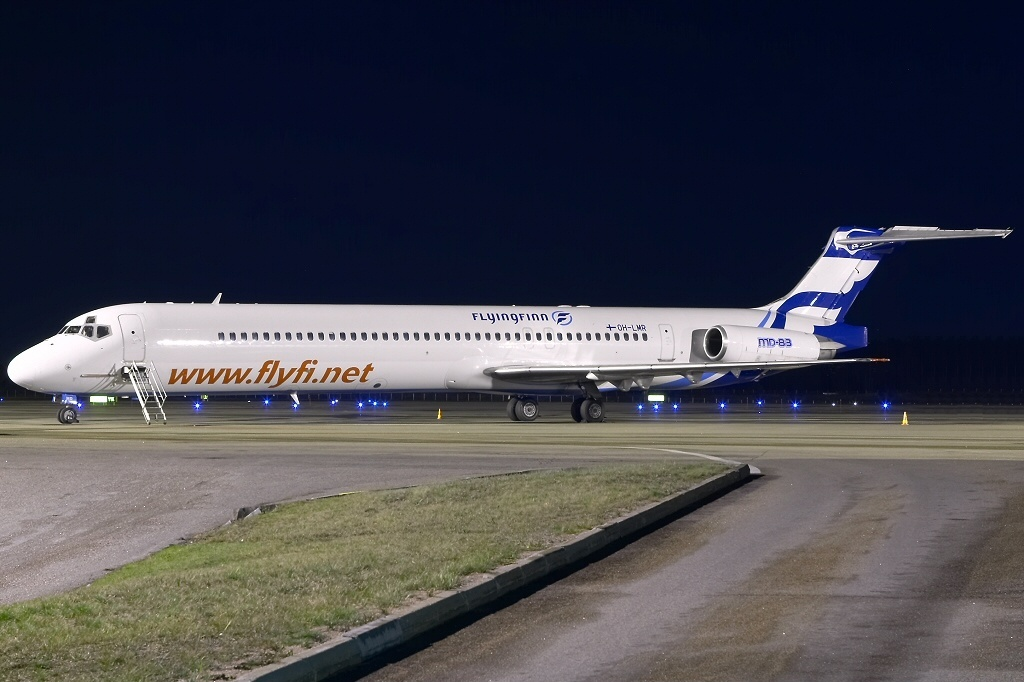
Flying Finn MD83 (OH-LMR) på Helsingfors-Vanda flygplats.

Flying Finn var ett finländskt lågprisflygbolag.
Flying Finn var Finlands första lågprisflygbolag. Bolaget var hemmahörande på Helsingfors-Vandas flygplats. Flying Finns första flyg avgick från Helsingfors till Rovaniemi söndagen den 16 mars 2003 klockan 17.15. Flying Finn opererade med två MD-83 -flygplan (OH-LMS och OH-LMR) som bolaget hyrde från ett bolag i Caymanöarna. Flying Finn flög regelbundet från Helsingfors till Uleåborg, Vasa, Joensuu, Kuopio, Rovaniemi, Ivalo, Kittilä och Kuusamo i Finland och London i England.
Den 27 januari 2004 upphörde Flying Finn med flygningarna på grund av ekonomiska problem.